# Kushima
Kushima (jap. 串間市, -shi) ist eine japanische Stadt in der Präfektur Miyazaki auf der südjapanischen Insel Kyūshū.

## Geographie
Kushima liegt südlich von Miyazaki am Pazifischen Ozean.

## Geschichte
Die Stadt wurde am 3. November 1954 gegründet.

## Verkehr

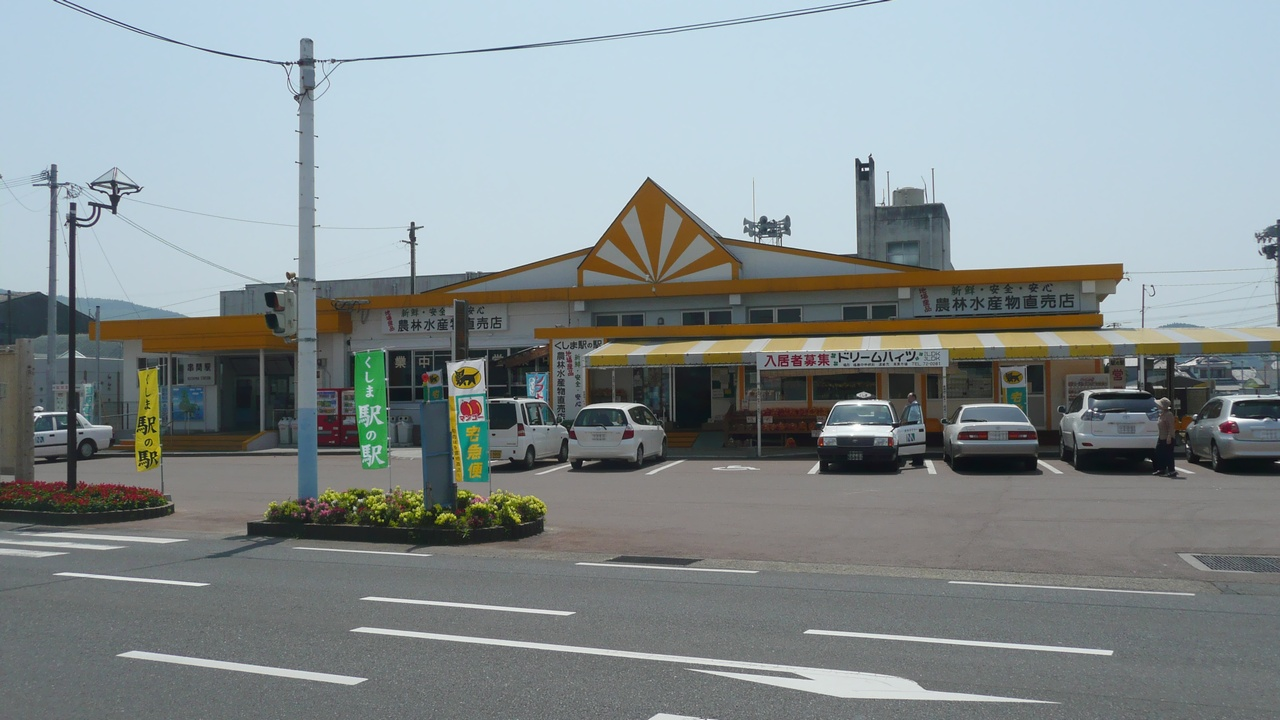
Bahnhof Kushima

- Straßen:
  - Nationalstraße 220
  - Nationalstraße 448
- Zug:
  - JR Nichinan-Linie: nach Miyazaki

## Angrenzende Städte und Gemeinden

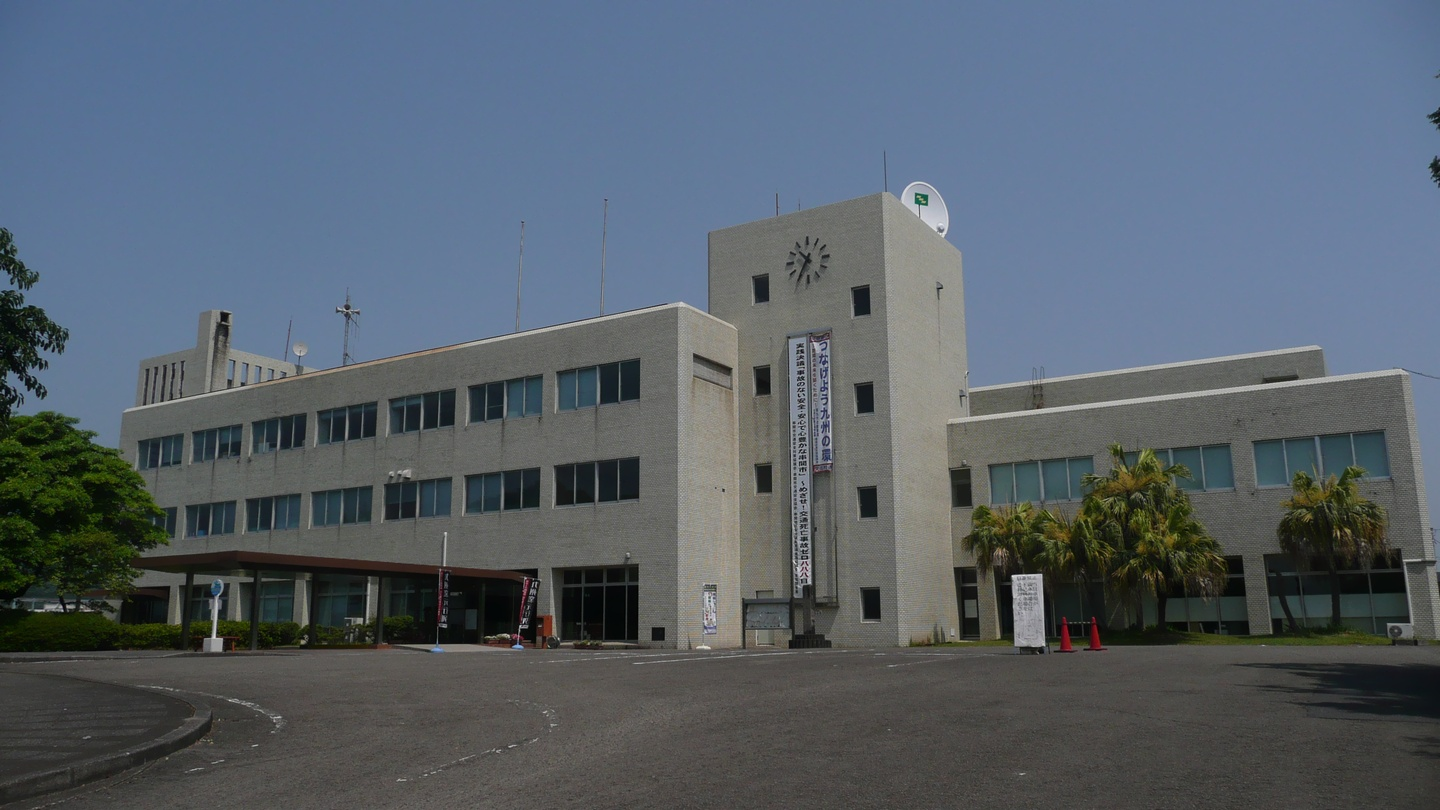
Rathaus von Kushima

- Präfektur Miyazaki
  - Nichinan
  - Miyakonojo
- Präfektur Kagoshima
  - Shibushi